# 19769 Долинюк
19769 Долинюк  (19769 Dolyniuk) — астероїд головного поясу, відкритий 23 липня 2000 року.
Тіссеранів параметр щодо Юпітера — 3,474.